# یوریکا

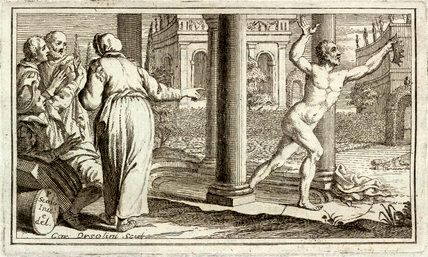
ارشمیدس فریاد می‌زند «یافتم». هیجان‌زده، لباس پوشیدن را فراموش می‌کند و مستقیماً از حمام خود در خیابان‌ها برهنه می‌دود. (طراحی پیترو اسکالوینی، حکاکی کارلو اورسولینی، ۱۷۳۷)

یوریکا یک حرف ندا است که در زمان جشن یک کشف یا اختراع استفاده می‌شود. ریشه آن به ارشمیدس، ریاضیدان و مخترع یونان باستان بر می‌گردد. در فارسی به «یافتم، یافتم!» معروف است.
این کلمه را ارشمیدس در حالی فریاد می‌زد که فهمید چگونه می‌توان حجم معادل هر جسم را با فرو بردن آن در آب و اندازه‌گیری حجم آبی که از ظرف بیرون می‌ریزد، محاسبه کرد. او این نکته را در حمام و در حالی که در وانِ پُر از آب فرورفت فهمید.

## ریشه‌شناسی
واژهٔ «Eureka» از واژهٔ یونانی باستانیِ «εὕρηκα» با تلفظِ heúrēka به معنای «یافته‌امـ(ـش)» می‌آید.